# Verhni Rivni, Ciutove
Verhni Rivni (în ucraineană Верхні Рівні) este un sat în comuna Cerneakivka din raionul Ciutove, regiunea Poltava, Ucraina.

## Demografie
Componența lingvistică a localității Verhni Rivni
     Ucraineană (79,03%)
     Rusă (20,97%)
Conform recensământului din 2001, majoritatea populației localității Verhni Rivni era vorbitoare de ucraineană (79,03%), existând în minoritate și vorbitori de rusă (20,97%).